# Silkeborg Kommune (1970-2006)
Silkeborg Kommune i Århus Amt blev dannet ved kommunalreformen i 1970. Ved strukturreformen i 2007 blev den udvidet til den nuværende Silkeborg Kommune ved indlemmelse af Gjern Kommune, Kjellerup Kommune og Them Kommune.

## Tidligere kommuner
Silkeborg havde været købstad, men det begreb mistede sin betydning ved kommunalreformen. 8 sognekommuner blev lagt sammen med Silkeborg Købstad til Silkeborg Kommune:
| Kommune           | Folketal 1. januar 1970 | Byer                                         |
| ----------------- | ----------------------- | -------------------------------------------- |
| Silkeborg Købstad | 25.942                  | Silkeborg, Sejs-Svejbæk og Virklund          |
| Balle             | 2.465                   | Balle (bydel i Silkeborg)                    |
| Funder            | 1.839                   | Funder (bydel i Silkeborg) og Funder Kirkeby |
| Gødvad            | 1.774                   | Gødvad (bydel i Silkeborg)                   |
| Kragelund         | 1.074                   | Kragelund                                    |
| Lemming           | 731                     | Lemming                                      |
| Linå              | 4.758                   | Linå og Laven                                |
| Sejling-Sinding   | 889                     | Sejling, Skægkær og Sinding                  |
| Serup             | 707                     | Serup                                        |
| I alt             | 40.179                  |                                              |

Hertil kom et område ved Virklund fra Them Sogn i Them Kommune.

## Sogne
Silkeborg Kommune bestod af følgende sogne:
- Alderslyst Sogn (Gjern Herred, tidligere Hids Herred)
- Balle Sogn (Hids Herred)
- Funder Sogn (Hids Herred)
- Gødvad Sogn (Hids Herred)
- Kragelund Sogn (Hids Herred)
- Lemming Sogn (Hids Herred)
- Linå Sogn (Gjern Herred)
- Mariehøj Sogn (Gjern Herred)
- Sejling Sogn (Hids Herred)
- Sejs-Svejbæk Sogn (Gjern Herred)
- Serup Sogn (Hids Herred)
- Silkeborg Sogn (Gjern Herred)
- Sinding Sogn (Hids Herred)
- Virklund Sogn (Vrads Herred)

## Borgmestre[4]
| Periode   | Navn                                     | Parti                       |
| --------- | ---------------------------------------- | --------------------------- |
| 1970-1985 | Ernst Thomsen                            | Socialdemokratiet           |
| 1986-2001 | Jørn Würtz                               | Socialdemokratiet           |
| 2002-2006 | Jens Erik Jørgensen (fortsatte til 2010) | Det Konservative Folkeparti |